# Colombiakostare
Colombiakostare (Molothrus armenti) är en fågel i familjen trupialer inom ordningen tättingar.

## Utbredning och systematik
Fågeln förekommer utmed norra Colombias karibiska kust. Den kategoriserades tidigare som en underart till bronskostare (M. aeneus), men urskiljs allt oftare som egen art.

## Status
IUCN kategoriserar den som nära hotad.